# Касерес де Арисменди, Луиза
Мари́я Луи́за Ка́серес Ди́ас де Арисме́нди (исп. María Luisa Cáceres Díaz de Arismendi; 25 сентября 1799, Каракас — 28 июня 1866, Каракас) — супруга генерала Хуана Баутисты Арисменди, почитается на родине как героиня венесуэльской Войны за независимость.

## Биография
Происходила из образованной креольской семьи. За Арисменди вышла замуж 4 декабря 1814 года в возрасте 15 лет. В 1815 году, будучи беременной, была арестована испанскими властями, которые надеялись использовать её в качестве инструмента давления на её мужа, бывшего одним из лидеров войны за независимость в Венесуэле. В тюрьме подвергалась голоду и многочисленным пыткам, её дочь умерла вскоре после рождения, однако Мария Луиза не изменила своим идеям. В конце 1816 года была депортирована в Испанию, где по-прежнему отказывалась изменить своим республиканским взглядам и находилась в заключении в тяжёлых условиях. В 1818 году с помощью английского моряка смогла бежать и отправилась сначала в Соединённые штаты Америки, в Филадельфию, а позже смогла достичь Каракаса и воссоединиться с мужем. Впоследствии жила в Каракасе до конца жизни, родила одиннадцать детей и активно участвовала в политической жизни страны, будучи очень авторитетной фигурой.

## Признание

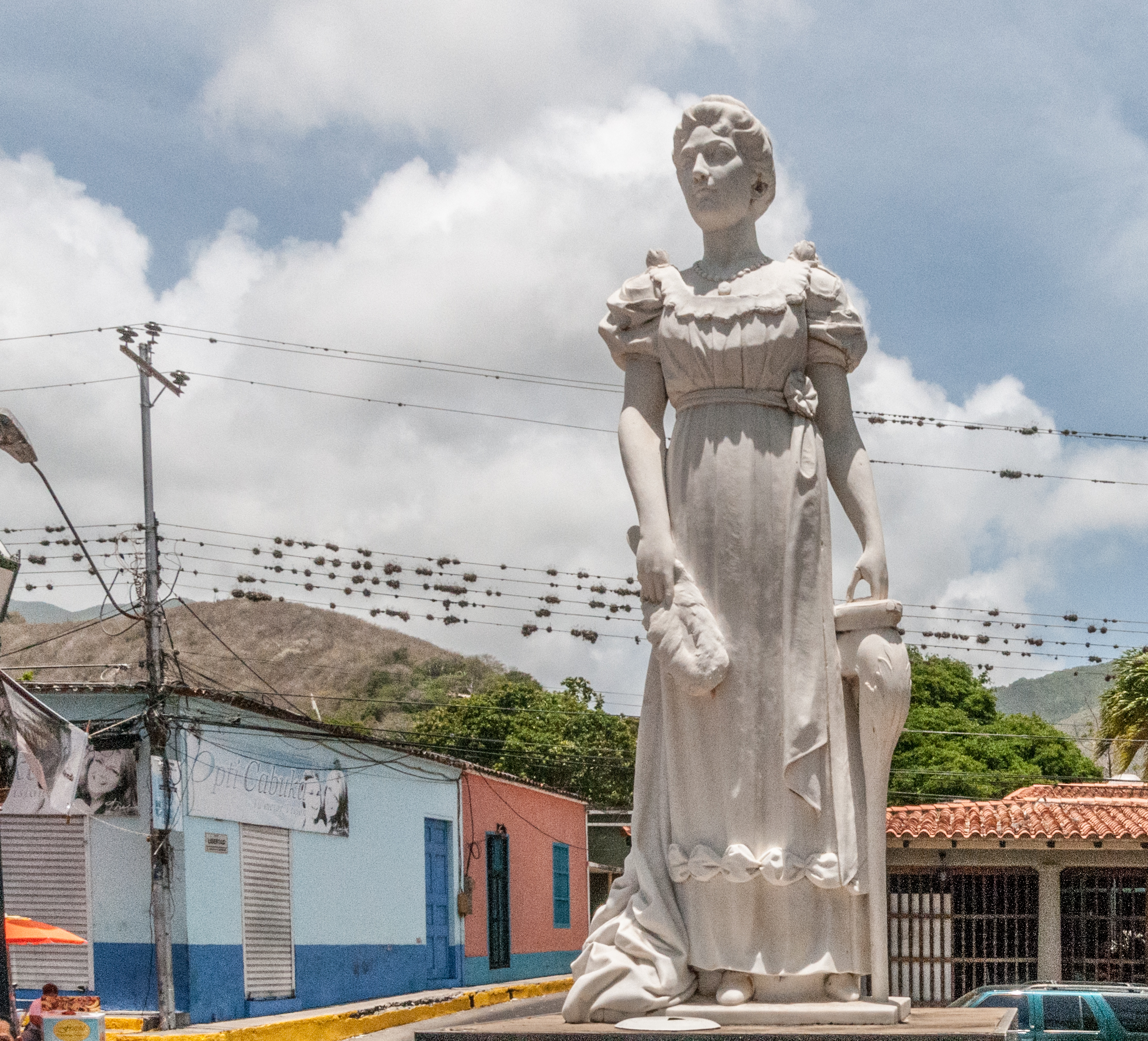
Памятник Луизе Касерас Диас де Арисменди в Ла-Ассунсьоне

В знак признания её борьбы за независимость Венесуэлы её останки были погребены в Национальном пантеоне в 1876 году — она стала первой женщиной, удостоенной этой чести.
- Её статуя была установлена на площади, названной в честь неё, в небольшом городке Ла-Асунсьон, где она венчалась.
- В современном Каракасе есть Институт Луизы Касерес де Арисменди.
- Она изображена на банкноте в 20 венесуэльских боливаров, которая была введена Уго Чавесом 1 января 2008 года.